# Píritu (Anzoátegui)
Píritu é um município da Venezuela localizado no estado de Anzoátegui.
A capital do município é a cidade de Píritu.